# Ron La Hechicera

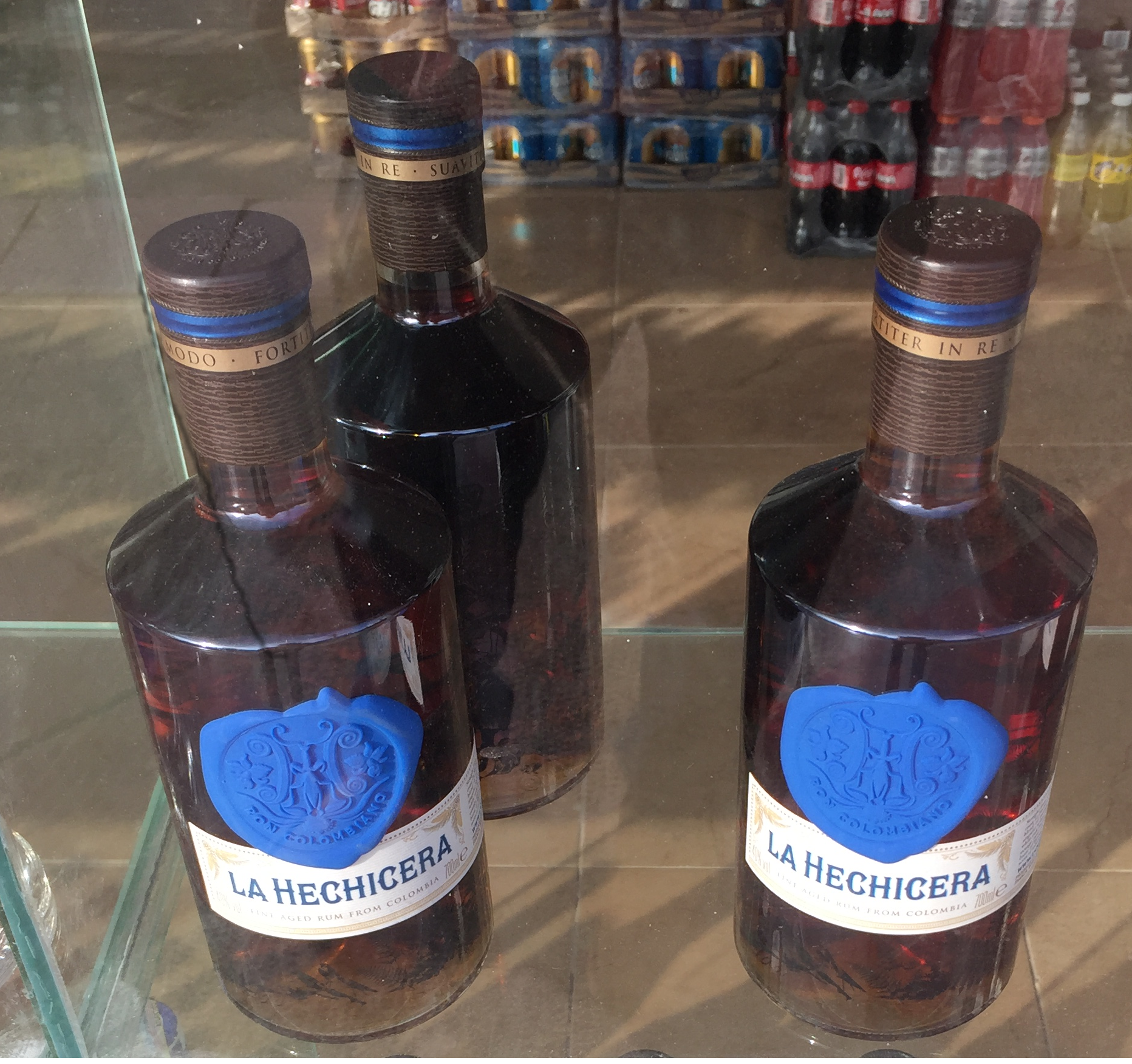
Garrafas de rum A Feiticeira para a venda em Barranquilla.

O Ron La Hechicera é um rum premium produzido em Barranquilla, Colômbia, desde 2012, pela Casa Santana Ron y Licores, única destilería privada de Colômbia, propriedade da família Riascos.
O Ron La Hechicera é produzido baixo a direcção dos irmãos Laura e Miguel Riascos. Foi lançado em Londres em novembro do 2012. Em 2013, a revista GQ versão Reino Unido incluiu A Feiticeira como uma das "100 melhores coisas do mundo neste momento".

## Elaboração
Faz-se usando o suco concentrado do primeiro prensado da cana de açúcar, chamado localmente de "mel de cana virgen". Ele é envelhecido e mesclado usando o método da solera, tradicionalmente usado para jerez.  Os irmãos Riascos manifestam que parte de seu sucesso reside em La Hechicera não levar em sua elaboração nem aditivos, nem açúcar, sendo então, seco. A mistura elabora-se a partir de reservas entre 12 e 21 anos.

## Denominação
"La Hechicera" é o apelido de Laura Riascos. o "La Hechicera"  foi elaborado especialmente para um casamento de família em 2010.

## Prêmios
- Qualificação de 5/5 em Difford’s Guide.[1]
- Ganhador do prêmio GRAND GOLD na categoria 'Oro/Gold/Amber' de Monde Selection.[5]